# RNF32
RNF32‏ (Ring finger protein 32) هوَ بروتين يُشَفر بواسطة جين RNF32 في الإنسان.